# Кошкина, Екатерина Валерьевна
Екатерина Валерьевна Кошкина (род. 17 февраля 2003 год, Чувашия, Россия) — российская спортсменка, борец вольного стиля. Чемпионка России 2024. Мастер спорта России.

## Биография
Родилась 17 февраля 2003 года в деревне Большие Яуши Вурнарского района Республики Чувашия в чувашской семье. Начала заниматься вольной борьбой в 8 лет. Ее первыми тренерами были Виталий Трофимов, Ольга Смирнова и Николай Белов. На всероссийских турнирах представляет Республику Татарстан.

## Спортивная карьера

### Юношество
В юношестве обучалась в спортивной школы олимпийского резерва № 3 города Новочебоксарск (Чувашия). В 2014 году выиграла свою первую бронзовую медаль на турнире Елены Егошиной в Москве. В марте 2015 года выиграла турнир на призы «сестер Смирновых», в апреле 2015 года стала победительницей первенства Чувашской республики в весе до 40 кг. В октябре 2015 года стала третьей на турнире памяти Анатолия Слукина, прошедший в селе Красноармейское. В 2016 году она выиграла ПФО в весе до 44 кг, и отобралась на первенство России среди девушек до 16 лет, где потерпела неудачу. В начале марта 2017 года стала третьей на турнире «сестер Смирновых» в Новочебоксарске. В конце марта 2017 года дебютировала в новой для себя весовой категории до 52 на первенстве ПФО среди школьников, где стала снова третьей. В сентябре 2017 года на первенстве ПФО среди кадетов (до 17 лет) в Ульяновске Кошкина стала первой. В октябре 2017 года на первенстве России среди кадетов, который прошел в Смоленске, она завоевала свой первый национальный титул. В феврале 2018 года дебютировала на юниорском уровне (до 20 лет), на первенстве ПФО, который прошел в столице Чувашии, она стала третьей в весе до 61 кг. В марте 2018 года она вернулась в кадетский дивизион, на первенстве Чувашской республики Кошкина стала первой в весе до 62 кг. В мае 2018 стала финалисткой первенства России среди кадетов в весе до 59 кг. В октябре 2018 года на VIII Всероссийском турнире Анны Шамаовой в Орехово-Зуево (Московская область) выиграла в весе до 57 кг. В конце откября 2018 года приняла участие на очередном первенстве Чувашии среди кадетов, где стала первой. В ноябре 2018 года Кошкина стала третьей на всероссийском турнире среди кадетов, который прошел в Выборге (Ленинградская область). В январе 2019 года стала снова победительницей первенства Чувашской республики среди кадетов в весе до 65 кг. В марте 2019 года стала обладательницей золотой медали на первенстве России среди кадетов, который прошёл в подмосковных Мытищах, в финале одолела финалистку первенства мира 2018 года Анастасию Козлову из Санкт-Петербурга.

#### Юношество в Татарстане
Летом 2019 года окончила обучение в училище олимпийского резерва № 3 города Новочебоксарск и решила продолжить свою спортивную карьеру в г. Мамадыш (Татарстан), ее тренерами были мастер спорта международного класса Евгений Лапшов, Евгений Алипов и Владислав Филиппов. Борьба Кошкиной стала агрессивной, рискованной, борцовские действия стали напоминать технику американского борца XX века Джона Смита. В начале 2020 года Кошкина стала финалисткой первенства России среди кадетов в Новосибирске, где она уступила москвичке Златославе Степановой. В конце 2020 года Кошкина дебютировала на первенстве России среди юниоров (до 20 лет) и дошла до финала, где уступила призёрке первенства мира из Санкт-Петербурга Екатерине Глухаревой. В апреле 2021 года стала третьей на первенстве России в Наро-Фоминске (Московская область). Годом позже добыла бронзовую медаль на первенстве России в Надыме (ЯНАО), в более тяжелой для себя весовой категории до 68 килограмм, она уступила лишь вице-чемпионке мира Елизавете Петляковой из Липецкой области. В ноября 2022 года выступила на первенстве России, где стала первой, одолев в полуфинале свою давнюю соперницу Златославу Степанову, а в финале взяла верх над вице-чемпионкой мира 2021 года Екатериной Олейниковой из Оренбургской области. В 2023 году на первенстве России добыла серебро, в финале в очень равной схватке снова уступила Златославе Степановой.

### Взрослый уровень
В мае 2022 года Кошкина стала победительницей первого турнира лиги Поддубного в Москве среди взрослых, одолев в весе до 65 кг титулованную Марию Лачугину из Брянской области. В августе 2022 года на Спартакиаде сильнейших спортсменов в Казани стала первой. В сентябре 2022 года приняла участие на международном турнире гран-при Александр Медведь в Минске (Беларусь), где стала второй. В октябре 2022 года стала снова финалисткой на втором турнире лиге Поддубного, уступив в финале Анжеле Фоменко. В январе 2023 года приняла участие на Кубке Ивана Ярыгина в Красноярске, но выбыла в первом же круге. В июне 2023 года выступила на чемпионате России в Каспийске (Дагестан), уступив в финале бурятской спортсменке Валерий Дондуповой. В середине июля 2023 года выступила на международном рейтинговым турнире «Имре Пойяк и Варга Янош» в Венгрии, добыв бронзовую медаль для сборной России. В августе 2023 года Кошкина заняла пятое место на первенстве мира среди юниоров в Иордании. С 2024 года она начала тренироваться в МБУ ДО «СШОР» города Альметьевск под руководством Виталия Трофимова, Эльмиры Нафисуллиной и Эдуарда Гаджиева. В мае 2024 года впервые выиграла чемпионат России, одолев в финале крымчанку Амину Танделову.  В мае 2024 года добыла серебряную медаль на первенстве Европы среди спортсменок до 23 лет в Баку. В сентябре 2024 года стала победительницей первенства России до 23 лет в весе до 62 кг. В июне 2025 года она стала третьей на чемпионате страны.

## Спортивные достижения
Взрослый уровень
- 2022 Спортсмен года (Татарстан)[41]
- 2022 Лига Поддубного 1 — ;
- 2022 Лига Поддубного 2 — ;
- 2022 Всероссийская Спартакиада — ;
- 2022, 2025 Гран-при Александр Медведь — ;[42]
- 2023 Чемпионат России — ;
- 2023 Мемориал Имре Пойяк/Варга Янош — ;
- 2024 Чемпионат России — ;
- 2024 Первенство Европы до 23 лет — ;
- 2024 игры БРИКС — ;[43]
- 2024 Первенство России до 23 лет — ;
- 2025 Чемпионат России — ;

Юниорский уровень
- 2020 Первенство России — ;
- 2021 Первенство России — ;
- 2022 Первенство России (тупиковая) — ;
- 2022 Первенство России — ;
- 2023 Первенство России — ;